# Шмидт, Тадеуш
Тадеуш Шмидт (пол. Tadeusz Schmidt; 14 ноября 1920 — 10 мая 1976) — польский актёр театра, кино и телевидения.

## Биография
Тадеуш Шмидт родился в Кракове. Актёр театров в Кракове, Лодзи, Вроцлаве, Гданьске, Быдгоще, Ченстохове, и Катовице. Выступал в спектаклях «театра телевидения» в 1959—1975 годах.
Умер в Лодзи и там же похоронен на коммунальном кладбище Долы.

## Избранная фильмография
- 1939 — Завещание профессора Вильчура / Testament profesora Wilczura
- 1948 — Последний этап / Ostatni etap — гестаповец
- 1949 — Чёртово ущелье / Czarci żleb — Яцек Газдон
- 1953 — Приключение на Мариенштате / Przygoda na Mariensztacie — Янек Жарлинский
- 1955 — Ирена, домой! / Irena do domu! — сосед Крыси.
- 1955 — Подгале в огне / Podhale w ogniu — Савка
- 1957 — Сокровище капитана Мартенса / Skarb kapitana Martensa — Павел Черник
- 1958 — Чёрный батальон / Černý prapor — Тадеуш
- 1959 — Кафе «Минога» / Cafe pod Minogą — Витек
- 1960 — Крестоносцы / Krzyżacy — Ян Жижка
- 1962 — Комедианты / Komedianty
- 1962 — О тех, кто украл Луну / O dwóch takich, co ukradli księżyc — Кровавый Кишка
- 1964 — Итальянец в Варшаве / Giuseppe w Warszawie — командир партизанского отряда
- 1965 — Завтра Мексика / Jutro Meksyk — Годлевский
- 1966 — Худой и другие / Chudy i inni — Фореман
- 1967 — Вестерплатте / Westerplatte — Ян Гришман
- 1967 — Убийца оставляет след / Morderca zostawia ślad — Лотар
- 1968 — Последний после бога / Ostatni po Bogu — Гулевич
- 1968 — Ставка больше, чем жизнь / Stawka większa niż życie — майор Хорст
- 1969 — Пан Володыевский / Pan Wołodyjowski — Снитко
- 1969 — Приключения пана Михала / Przygody pana Michała — Снитко
- 1969 — Только погибший ответит / Tylko umarły odpowie — Броняк, охранник из "Протона"
- 1969 — В любую погоду / W każdą pogodę
- 1970 — Польский альбом / Album polski — Ян
- 1970 — Романтики / Romantyczni
- 1970 — Перстень княгини Анны / Pierścień księżnej Anny — Повала
- 1970 — Легенда / Legenda — дядя Юльки, партизан
- 1970 — Операция «Брутус» / Akcja Brutus — Яруга
- 1971 — Болеслав Смелый / Bolesław Śmiały — Райца Дамрот
- 1972 — Освобождение — Зыгмунт Берлинг
- 1972 — Бабочка / Motyle — шофер
- 1973 — Майор Хубаль / Hubal — Баня
- 1973 — Санаторий под клепсидрой / Sanatorium pod klepsydrą — офицер
- 1974 — Потоп / Potop — Оскирко
- 1974 — Самый важный день жизни / Najważniejszy dzień życia (6 серия) — Войтасик

## Признание
- 1950 — Государственная премия ПНР 3-й степени.
- 1969 — Золотой крест Заслуги.